# Carl Wurster
Carl Wurster (* 2. Dezember 1900 in Stuttgart; † 14. Dezember 1974 in Frankenthal (Pfalz)) war ein deutscher Chemiker und Vorstandsvorsitzender der BASF. 

## Biografie
Wurster war fünfter Sohn eines Stadtpolizeirats und besuchte das Eberhard-Ludwigs-Gymnasium Stuttgart. Im Juli 1918 wurde er Soldat im Ersten Weltkrieg. Nach dem Abschluss seines Chemiestudiums und der 1923 erfolgten Promotion an der TH Stuttgart arbeitete er ab 1924 für die BASF und nach der Unternehmensfusion für I.G. Farben in Ludwigshafen. Er arbeitete zunächst im Hauptlaboratorium, dann im Laboratorium der Säure-Abteilung auf anorganisch-wissenschaftlichem Gebiet. Ein Ergebnis dieser Arbeit war ein neues Verfahren zur Herstellung von wasserfreiem Aluminiumchlorid auf Basis Bauxit. In der Fabrikation war er weiter an der Entwicklung seiner Verfahren beteiligt und konnte sie als Betriebsleiter im Großmaßstab umsetzen.
1932 wurde er in die Leitung der Anorganischen Abteilung berufen, deren alleinige Leitung mit Prokura er 1934 übernahm. 1936 wurde er zum Direktor ernannt. 1938 wurde Wurster ordentliches Vorstandsmitglied und Betriebsführer im Werk Ludwigshafen. Von 1941 bis 1945 war er Präsident der IHK Pfalz bzw. der Gauwirtschaftskammer.
1937 trat er der NSDAP bei. Nach Beginn des Zweiten Weltkrieges wurde er Wehrwirtschaftsführer und gehörte dem Wehrwirtschaftsrat der Reichswirtschaftskammer an.
Wurster war im Verwaltungsrat der Deutschen Gesellschaft für Schädlingsbekämpfung (Degesch), die als Patentinhaberin an der Herstellung von Zyklon B beteiligt war.
Im I.G.-Farben-Prozess wurde Wurster im Juli 1948 in allen Anklagepunkten freigesprochen. Seine Verteidiger waren der Sozialdemokrat Friedrich Wilhelm Wagner und Wolfgang Heintzeler.
Carl Wurster kam im Juli 1948 nach Ludwigshafen zurück und übernahm erneut die Leitung des Werks. Nach der Neugründung der BASF AG am 30. Januar 1952 wurde Wurster zum Vorstandsvorsitzenden der Gesellschaft bestellt. Die naturwissenschaftliche Fakultät der Universität Heidelberg ernannte Wurster im Frühjahr 1952 zum Honorarprofessor. 1965 trat er in den Ruhestand, gehörte aber weiter den Aufsichtsräten mehrerer Unternehmen an. Ab 1951 war er zunächst Senator der Max-Planck-Gesellschaft und der Deutschen Forschungsgemeinschaft. 1958 stieg er in den Verwaltungsrat der Max-Planck-Gesellschaft auf und wurde von 1960 bis 1972 ihr Vizepräsident. Nach seinem Ausscheiden 1972 war Wurster bis zu seinem Tod Ehrensenator der Max-Planck-Gesellschaft.
Wurster war verheiratet und Vater zweier Töchter.

## Ehrungen
- 1955: Großen Verdienstkreuz mit Stern der Bundesrepublik Deutschland[3]
- 1965: Carl-Duisberg-Plakette von der Gesellschaft Deutscher Chemiker (GDCh)
- 1966: Ehrenmitglied der Heidelberger Akademie der Wissenschaften
- 1970: Harnack-Medaille der Max-Planck-Gesellschaft.
- ab 1972: Ehrensenator der Max-Planck-Gesellschaft.
- Ehrendoktor der Universität Tübingen
- Ehrendoktor der Universität Mannheim
- Ehrensenator der Johannes Gutenberg-Universität Mainz, der Universität Karlsruhe
- Ehrenbürger von Ludwigshafen am Rhein.